# Artillerieschule (Jüterbog)
Die Artillerieschule in Jüterbog war eine militärische Ausbildungsstätte der preußischen Armee, Reichswehr und Wehrmacht. Der Standort der Schule war in Jüterbog auf der nordwestlich des Bahnhofs Jüterbog neu entstandenen Kasernenstadt Jüterbog II.

## Vorgeschichte

### Artillerie-Schießschule zu Berlin
Die Artillerie-Schießschule wurde mit Ordre vom 4. Juli 1867 in Berlin gegründet. Für die Einrichtung wurde u. a. Gespanne der Ausfall-Geschütze aus Mainz und Luxemburg herangezogen. Die Schule sollte mit Instrukteuren für die Artillerietruppen ausgestattet sein, welche den Angehörigen der Artillerietruppen die Kenntnisse für den Umgang mit sämtlichen Geschütz- und Munitionsarten vermitteln sollten. Die Unterstellung erfolgte unter den Präses der Artillerie-Prüfungs-Kommission. Ein Stabsoffizier wurde als Direktor der Artillerie-Schießschule vorgesehen. Die Gliederung bestand aus einem Stab, einer Lehr-Batterie und einer Lehr-(Festungs-)Kompanie. Es wurde zweimal im Jahr ein Lehr-Kursus über vier Monate angeboten.
Mit dem Etatsjahr 1889/1890 wurde die Verlegung der Artillerie-Schießschule von Berlin auf den Artillerie-Schießplatz Jüterbog vorgesehen. Für die Errichtung der erforderlichen Gebäude auf dem Schießplatz wurden 539.000 Mark vorgesehen. Der Name der so entstandenen Kasernenstadt war Jüterbog II. Zusätzlich wurde die Artillerie-Schießschule um eine zweite Lehrbatterie und eine zweite Lehrkompanie ergänzt.

## Geschichte

### Schießschule der Feldartillerie und Schießschule der Fußartillerie
Am 20. Februar 1890 folgte die Trennung der Artillerie-Schießschule in die Schießschule der Feldartillerie und in die Schießschule der Fußartillerie.

### Feld-Artillerie-Schießschule und Fuß-Artillerie-Schießschule
Bereits zum 18. Dezember 1890 erfolgte die Umbenennung in Feld-Artillerie-Schießschule und Fuß-Artillerie-Schießschule. Die beiden Schulen bestanden bis 1919.

### Artillerieschule Jüterbog
In der Reichswehr wurde 1920 die Aufstellung der Artillerieschule mit voraussichtlichem Standort in Jüterbog befohlen. Hierfür wurde der Truppenübungsplatz Jüterbog vorzugsweise für die Übungen der Artillerie ausgewiesen. Die Schule sollte am 1. April 1920 eröffnen.
Es wurden vier Abteilungen eingerichtet:
- A (Stamm-Abteilung I): Schießlehrgänge für Offiziere  und Fähnriche
- B (Stamm-Abteilung II): Beobachtende Artillerie
- C Lehrgänge für Feuerwerker
- D Nachrichtenwesen

Bis 1929 erfolgte an der Artillerieschule in Jüterbog noch die Ausbildung der Feuerwerker. Anschließend wird aus der Abteilung C die Heeres-Feuerwerkerschule in Lichterfelde. Ab Herbst 1935 wurden die Lager auf dem Truppenlager Forst Zinna zur Aufstellung von Beobachtungs-Abteilungen für die Artillerietruppe verwendet.
Am 26. August 1939 wurde der Lehrstab A in Waffenschule der Artillerie und Lehrstab B in Artillerie-Beobachtungsschule umbenannt. Die erneute Umbenennung in Lehrstab A und Lehrstab B erfolgte am 18. Mai 1940. Ein Lehrstab C für Vermessungs- und Kartenwesen kam am 15. Januar 1942 dazu. Bereits am 20. Februar 1940 war ein Lehrstab für Offizierschießlehrgänge und am 10. August 1941 ein sogenannter Lehrstab T, welcher sich mit der Ausbildung von Fahrern für Kettenfahrzeuge befasste, eingerichtet worden.
Durch die Artillerieschule Jüterbog wurde für die Ordnungspolizei am 6. Mai 1940 ein Polizei-Artillerie-Regiment für die SS-Polizei-Division aufgestellt.

### Artillerieschule II
1942 wurde die Artillerieschule Jüterbog in Artillerieschule I in Berlin und Artillerieschule II in Jüterbog aufgeteilt.
Am 15. Juli 1943 wurde durch die Artillerieschule II die Sturmartillerieschule Zinna bei Burg, bestehend aus einem Ausbildungsstab, Lehrstab T und einer Sturmartillerie-Lehr-Abteilung mit drei Batterien aufgestellt. Ab 1944 war diese die Sturmgeschützschule Burg mit Lehrgängen I bis V und die Sturmgeschütz-Lehr-Abteilung in Burg. Am 21. Juli 1944 wurde aus der 1. Lehr-Batterie eine Sturmgeschütz-Abteilung Burg aufgestellt, welche als Heerestruppenteil erst bei der 4. Armee in Mittelrussland und kurz vor Kriegsende in Ostpreußen bei Höheren Artilleriekommandeur 302 eingesetzt wurde. Am 10. April 1945 wurden die Schüler der Schule für die Aufstellung der Infanterie-Division Ferdinand von Schill, welche die letzte aufgestellte Division des Dritten Reichs und mit ca. 10.000 Mann die zu diesem Zeitpunkt größte verbliebene Division der Wehrmacht war, herangezogen.
Die Artillerieschule II wurde am 14. August 1943 im Zuge der Räumung Berlins von Jüterbog auf den Truppenübungsplatz Groß Born verlegt, wobei die Lehrstäbe A und T in das Lager Linde und die Lehrstäbe B und C in das Lager Westfalenhof kamen. Die Gesamtstärke betrug zu diesem Zeitpunkt etwa 20.000 Mann. Die Artillerieschule I wurde am 1. April 1944 von Berlin nach Meißen verlegt. Die Division Bärwalde wurde zur Besetzung der Pommernstellung unter dem Kommandeur der Artillerieschule aufgestellt. Die Artillerieschule II bestand bis Kriegsende.

## Kommandeure (Auswahl)
- Oberst/Generalmajor Curt von Dewitz: von 1923 bis März 1929
- Oberst/Generalmajor Friedrich von Boetticher: von 1929 bis 1933
- Generalmajor/Generalleutnant Otto Grün: von 1933 bis 1934
- Generalleutnant Erich Heinemann: von 1935 bis 1937
- Oberst Fritz Brand: von 1937 bis 1938
- Oberst/Generalmajor Curt Jahn: von 1938 bis 1940
- Generalmajor Wilhelm Berlin: von 1940 bis Mai 1943
- Generalmajor Ernst Philipp: 1943/44
- Generalleutnant Wilhelm Raithel: 1944/45
- Generalmajor Horst Kadgien: 1945

## Bekannte Personen der Schule (Auswahl)
- Karl Kehrer: von 1891 bis 1893 Lehrer an der Schule
- Major/Oberstleutnant Hugo Grimme: von Dezember 1920 bis Mitte April 1921 im Stab der Artillerieschule.
- Wolfgang Martini: von 1920 bis 1924 Lehrer an der Schule
- Oberst/Generalmajor Hans Kratzert: u. a. von Oktober 1934 bis November 1936 Kommandeur des Lehrstabes
- Oberleutnant/Hauptmann Wilhelm Bergien: von Juli 1942 bis November 1943 Ausbildungsoffizier und Hörsaalleiter

## Bekannte Schüler der Schule (Auswahl)
- Leutnant Maximilian Fretter-Pico: 1913/14
- Fähnrich Horst Kraehe: 1924/25
- Fähnrich Günther Hoffmann-Schoenborn: 1926/27
- Fahnenjunker Richard Scheringer: 1927 Offiziersprüfung an der Schule
- Fähnrich Walter Enneccerus: 1933/34
- Leutnant Wolfgang Keilig: 1935/36
- Fähnrich Johannes Gerber: 1939/40